# Daphniairidovirus
Daphniairidovirus ist eine Gattung von Riesenviren (Nucleocytoviricota, NCLDVs) aus der Familie der Iridoviridae, Unterfamilie Betairidovirinae. Die Gattung Daphniairidovirus enthält die einzige Art (Spezies) Daphniairidovirus daphnia1 (früher Daphniairidovirus tvaerminne).
Der Stamm Daphnina iridescent virus 1 (DIV1) dieser Spezies ist der Erreger von WFCD (englisch white fat cell disease ‚weiße Fettzellenkrankheit‘) bei Daphnien.
Das Virus wurde erstmals in Daphnienpopulationen bei Tvärminne (en. Tvaerminne) beobachtet, einem Dorf auf der Halbinsel Hanko östlich von Hanko, Finnland.
Das Genom von DIV1 ist mit 288 kbp (Kilo-Basenpaaren) größer als das der Gattung Decapodiridovirus (165 kbp) – diese infizieren Flusskrebse und Garnelen, sowie früher beschriebenen Gattungen Iridovirus und Chloriridovirus (191-212 kbp).
Die phylogenetische Analyse deutet darauf hin, dass DIV1 Mitglied der Unterfamilie Betairidovirinae ist. Diese Unterfamilie besteht aus Iridoviridae-Mitgliedern (Iridoviriden, en. Iridovirids), die wirbellose Tiere infizieren. Sie umfassen damit vier verschiedene Gattungen: Iridovirus, Chloriridovirus, Decapodiridovirus und Daphniairidovirus.

## Beschreibung
Der Referenzstamm dieser Spezies, Daphnia iridescent virus 1 (DIV1), wurde aus einer Gezeitentümpel-Population von Daphnia magna isoliert, die auf der Schäreninsel Spicarna (59,81° N, 23,21° O, Tvaerminne-Archipel, Finnland) gesammelt wurde.
DIV1 hat sich als Erreger der englisch white fat cell disease (WFCD) genannten Erkrankung bei Daphnien erwiesen.
Dieser Befund ist in Übereinstimmung mit früheren Funden Iridovirus-ähnlicher ikosaedrischer Partikel (siehe: Virusartige Partikel, VLP) mit einer Kantenlänge von 157 nm per Transmissionselektronenmikroskopie von Gewebe infizierter Wirte bei ähnlichen Infektionen.
Wie bei anderen irisierenden Viren von Wirbellosen scheinen die DIV1-Virionen Fibrillen („Haare“, vgl. Mimivirus) zu enthalten, die von der Virionoberfläche abstehen.

### Genom
Die Sequenzanalyse von DIV1 ergab ein unsegmentiertes Doppelstrang-DNA-Genom von 288 kbp (Kilo-Basenpaare) mit einem G+C-Gehalt von 39 %, das für 367 mutmaßliche Offene Leserahmen (en. open reading frames, ORFs) kodiert.
Das Genom von DIV1 ist größer als das der anderen Mitglieder der Unterfamilie.
Die phylogenetische Analyse zeigte, dass DIV1 zwar mit Mitgliedern der Unterfamilie Betairidovirnae clustert, aber eine eigene Klade bildet.
Die Clustering-Analyse legt weiter nahe, dass DIV1-Gene durch horizontalen Gentransfer (HGT) von seinem Krustentier-Wirt erhalten hat.
Es wurden 22 potenzielle Gene für HGT festgestellt. Schließlich enthält DIV1 mehrere Gene, die am mRNA-Capping beteiligt sind, und ist möglicherweise der erste Vertreter der Iridoviriden Wirbelloser, das für solche Proteine kodiert.

### Pathologie und Überftragung
DIV1 schädigt die Daphnen, seine Wirte. Es reduziert die Fruchtbarkeit und verursacht einen vorzeitigen Tod.
Es wird durch Wasser übertragen und wird horizontal verbreitet.

## Etymologie
Der Name der Virusgattung beinhaltet den Gattungsnamen der Hauptwirtsart (Daphnia magna).
Der Das Art-Epitheton tvaerminne des früheren Namens der Spezies verweist auf den Ort der Erstbeschreibung der Krankheit durch Green und den Ort der Isolierung des Virus und entspricht der Artbeschreibung durch Toenshoff et al.

## Systematik
Die Systematik der Gattung Daphniairidovirus ist mit Stand Mai/Juni 2024 nach ICTV wie folgt:
Familie Iridoviridae
- Unterfamilie Betairidovirinae
  - Gattung Daphniairidovirus (TBD)
    - Spezies Daphniairidovirus daphnia1 (früher Daphniairidovirus tvaerminne)
      - Stamm Daphnia iridescent virus 1 (DIV1, DIV-1)